# 水马齿属
水马齿属（学名：Callitriche）是水马齿科下的一个属，为一年生、水生或陆生草本植物。该属共有25种，分布于全球。